# Chiesa di San Carlo (Brugherio)
La chiesa parrocchiale di San Carlo è ubicata in via Pier Giorgio Frassati, nella zona ovest di Brugherio e fa parte della comunità pastorale Epifania del Signore.

## Storia
Il desiderio di una nuova chiesa per la parrocchia San Bartolomeo di Brugherio era già nell'animo di don Franco Perlatti fin dal 1969 quando, in una lettera al cardinale Giovanni Colombo in merito alla costruzione della chiesa di San Paolo, accennava anche alla necessità, in un futuro prossimo, di un'altra chiesa nella parte ovest della città in fase di forte espansione.
Nel 1982, con gli auguri natalizi, espresse ai parrocchiani la volontà di incominciare a raccogliere del capitale per poter impostare in tempi non troppo lunghi i lavori per la nuova chiesa.
Il terreno che don Franco aveva riservato per la costruzione della chiesa di San Carlo era uno dei tanti lasciti della famiglia Cazzaniga alla parrocchia San Bartolomeo di Brugherio, nello specifico della Signora Paola Viganò, vedova Cazzaniga.
La superficie, dall'ampiezza di 10.000 m². ha permesso agli architetti di progettare, oltre alla chiesa, anche la canonica e le aule per la catechesi, riservando un discreto spazio per i giochi sia all'aperto, sia al chiuso.
Nel 1987 si prese in affitto un locale, messo a disposizione dall'Amministrazione comunale di Brugherio, sotto i portici dei palazzi di piazza Togliatti e si iniziò a celebrarvi la S. Messa festiva e a organizzare qualche iniziativa di aggregazione.

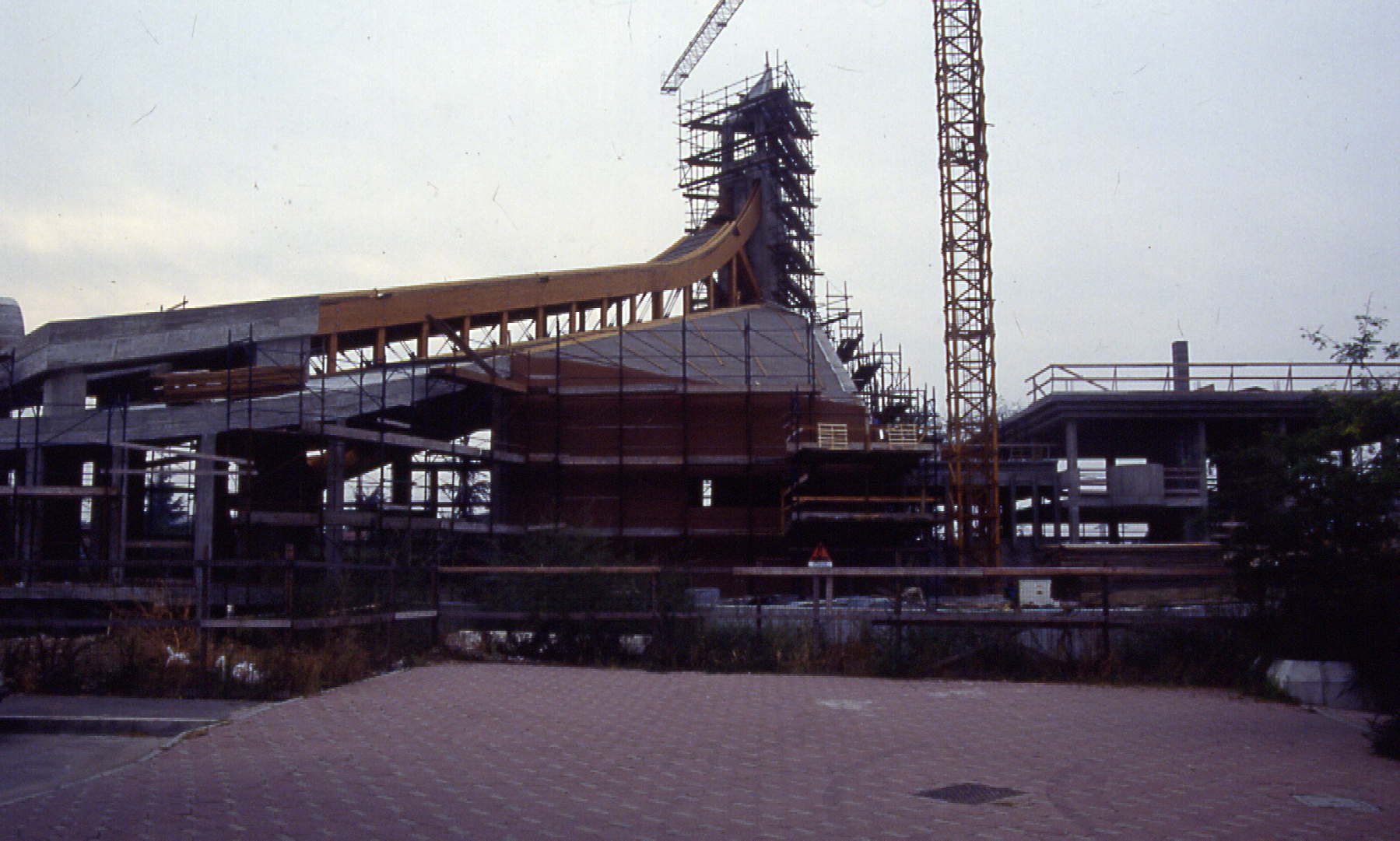
Avanzamento lavori a fine settembre 1990

Per la progettazione, l'esecuzione ed il finanziamento dell'intera opera, Don Franco non volle gravare sul "Piano del Cardinale Montini" per la costruzione di venticinque nuove chiese sul territorio della Diocesi Ambrosiana, ma si affidò alla generosità dei suoi parrocchiani. L'assidua ricerca di fondi diede vita ad una serie di iniziative tra le quali la distribuzione di buste per la raccolta di offerte in occasione del Santo Natale 1988 recanti l'immagine del plastico della nuova chiesa e la lotteria del 1991 con i biglietti ufficializzati dall'Intendenza di finanza.
Don Franco prese una posizione irremovibile con l'ufficio tecnico della Curia, che proponeva come progettisti alcuni dei suoi tecnici. Egli volle che a progettare la parrocchia fossero professionisti di Brugherio, conosciuti fin dal tempo dell'oratorio e a lui noti per la loro onestà e professionalità. La sua scelta cadde sugli architetti Alberto Brivio, Ferdinando Caprotti e Carlo Magni, nonché sull'ingegnere Giuseppe Gatti per il calcolo della struttura.
Membri dell'equipe tecnica furono anche il geometra Claro Sardi, costruttore, e il geometra Edoardo Teruzzi, dirigente tecnico e sindaco del Comune di Brugherio. Tutti questi professionisti offrirono la loro opera gratuitamente.
L'appalto per la costruzione venne affidato all'impresa Gemelli & Noventa di Milano. Direttore dei lavori fu l'architetto Alberto Brivio.

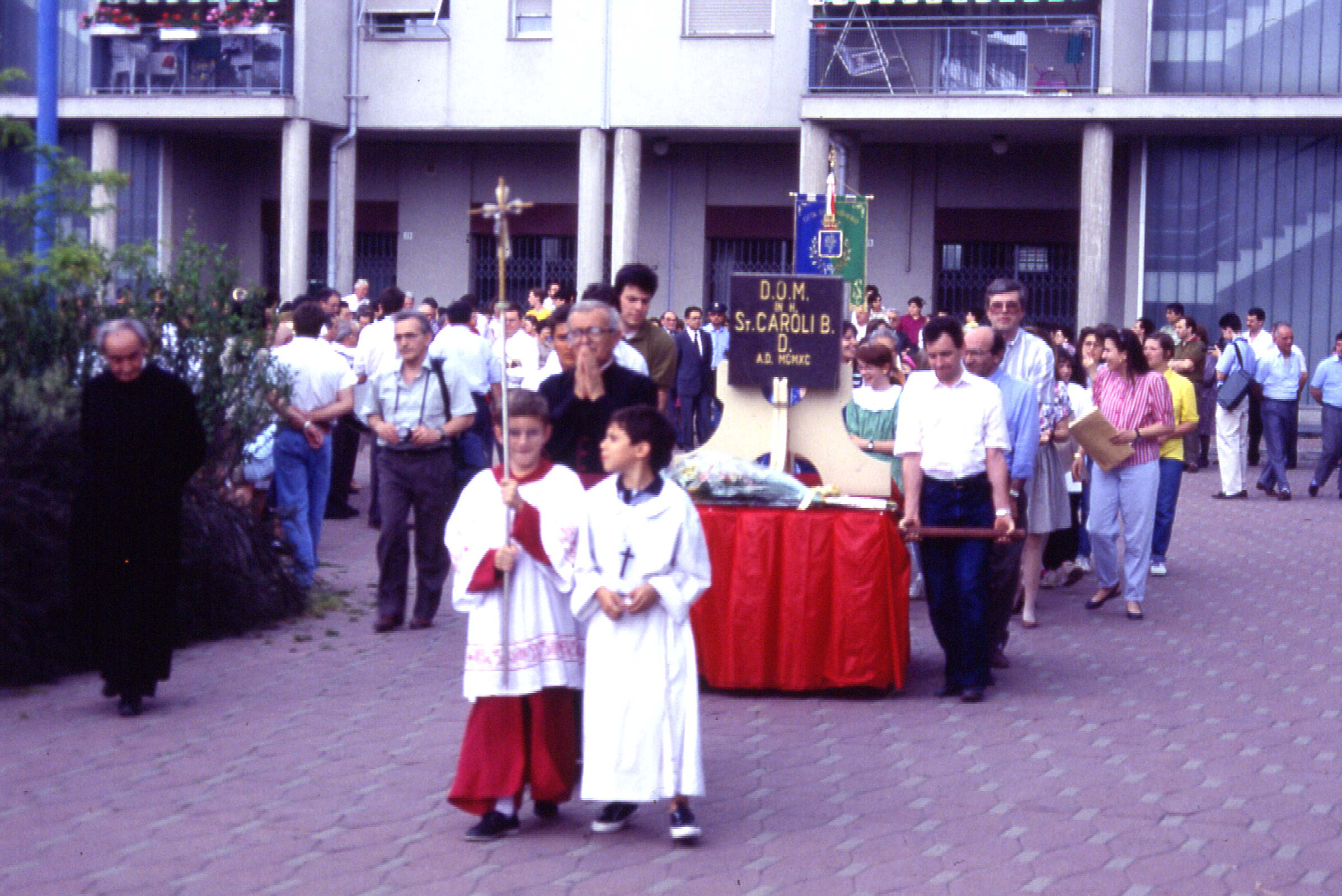
Trasporto prima pietra attraverso Piazza Togliatti

Il 16 giugno 1991 venne posata la prima pietra, sotto la seduta dell'altare.
La chiesa venne aperta alle celebrazioni il 19 aprile 1992, giorno di Pasqua, in seguito alla chiusura del Tempietto di Moncucco per restauro. Nei primi tempi il referente per le attività dell'oratorio fu don Giovanni Bosetti, già vicario per l'oratorio di Maria Bambina.
Il primo parroco, don Mario Ferrario, fece l'ingresso ufficiale il 13 dicembre 1992, e con decreto arcivescovile del 1 febbraio 1993 venne nominato parroco della parrocchia San Carlo, della quale ebbe cura per i primi dieci anni portando la nascente parrocchia ad un livello di autonomia e gestione propri di una parrocchia ormai adulta.
La chiesa fu consacrata dal cardinale Carlo Maria Martini, arcivescovo di Milano, il 27 aprile 1996.
Il 19 giugno 2006 il cardinale Dionigi Tettamanzi dedicò l'oratorio della parrocchia al beato Pier Giorgio Frassati.
Don Daniele Turconi (già parroco per circa venti anni a Cinisello e poi cappellano presso le carceri di Monza), successe a don Mario il 1 novembre 2002.
Dal 1 settembre 2016 il nuovo referente della parrocchia è don Alessandro Maggioni, in quanto a don Daniele Turconi è stato assegnato l'incarico di referente della parrocchia Sant'Ambrogio di Monza.
Dalla fine del 1994 al 2011 la parrocchia si è avvalsa della collaborazione di don Paolo Grimoldi, morto il 12 maggio 2011.
Da novembre 2016 don Claudio Oriani, sacerdote nativo di Brugherio, collabora con la parrocchia San Carlo.

## Descrizione

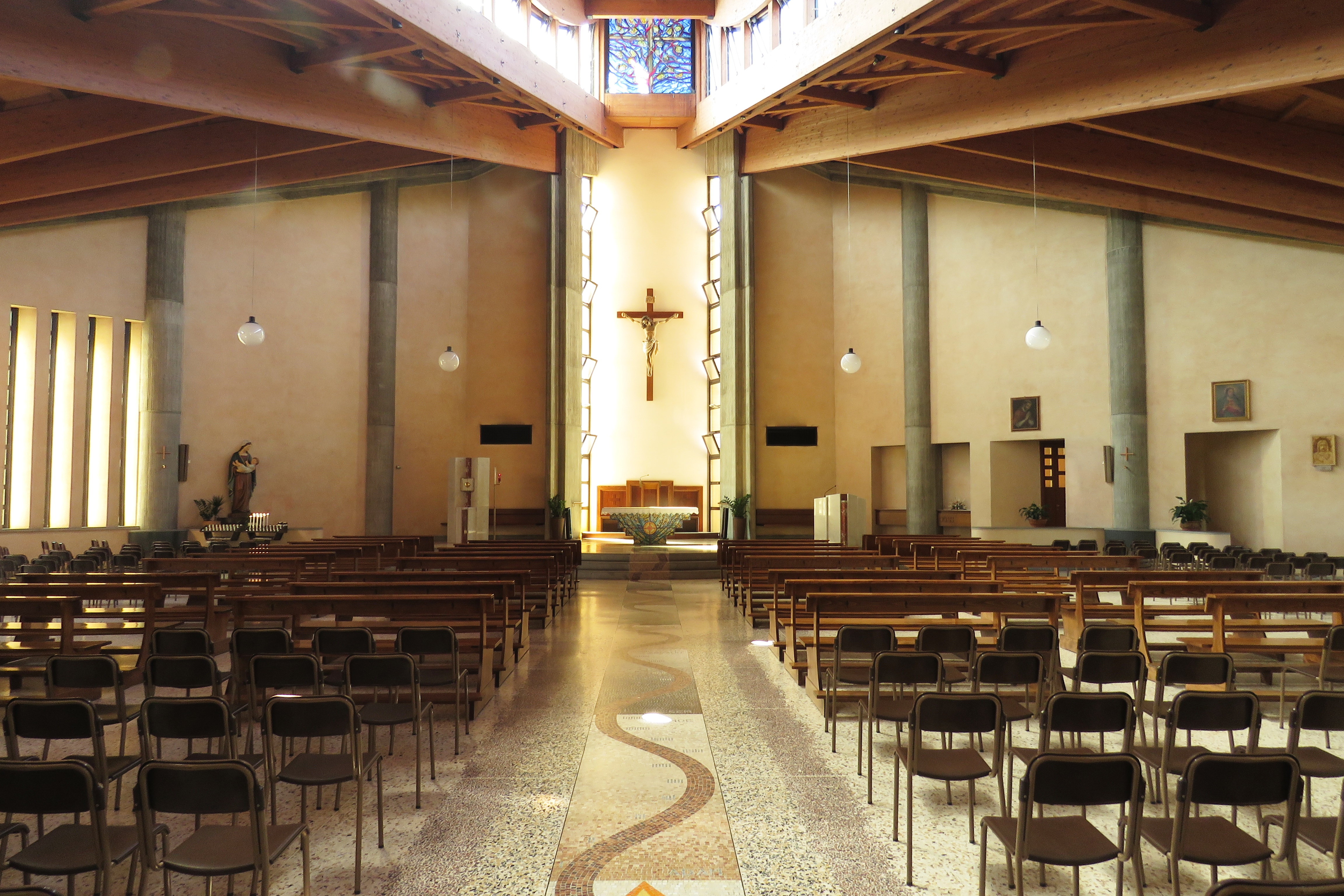
Interno della chiesa

La struttura si caratterizza per la centralità dell'altare, verso cui convergono le linee architettoniche, e per lo slancio verso l'alto, esaltato dalle stupende travi di legno della copertura.
La pianta ha forma quadrata, con asse principale sulla diagonale. I volumi risultanti sono tre e suddividono idealmente lo spazio in tre navate: una centrale la cui copertura a vela culmina nella torre campanaria e due laterali con copertura a quota inferiore rispetto a quella a vela.
La copertura è costituita da grosse travi di legno lamellare ricoperte all'esterno da lastre di rame.
Nel suo insieme, se vista dall'alto, ricorda la piazza del Campo di Siena che si dice sia stata ispirata al manto che copriva la Santa Vergine.
All'esterno la chiesa ha un nartece in mattoni a vista diviso in due grandi bracci a raffigurare l'abbraccio di Dio alla comunità ecclesiale.
All'interno l'aula ha una navata unica, questo favorisce la partecipazione alle celebrazioni di tutta l'assemblea. La capienza della chiesa è di 450 persone a sedere, con la possibilità di aggiungere circa altri 100 posti a sedere nelle occasioni in cui è prevista maggiore affluenza. Il presbiterio è ampio e opportunamente rialzato dal pavimento dell'aula da tre gradini che nella parte centrale formano un semicerchio, creando una continuità altare e navata, fra celebrante e assemblea dei fedeli .

### La pavimentazione

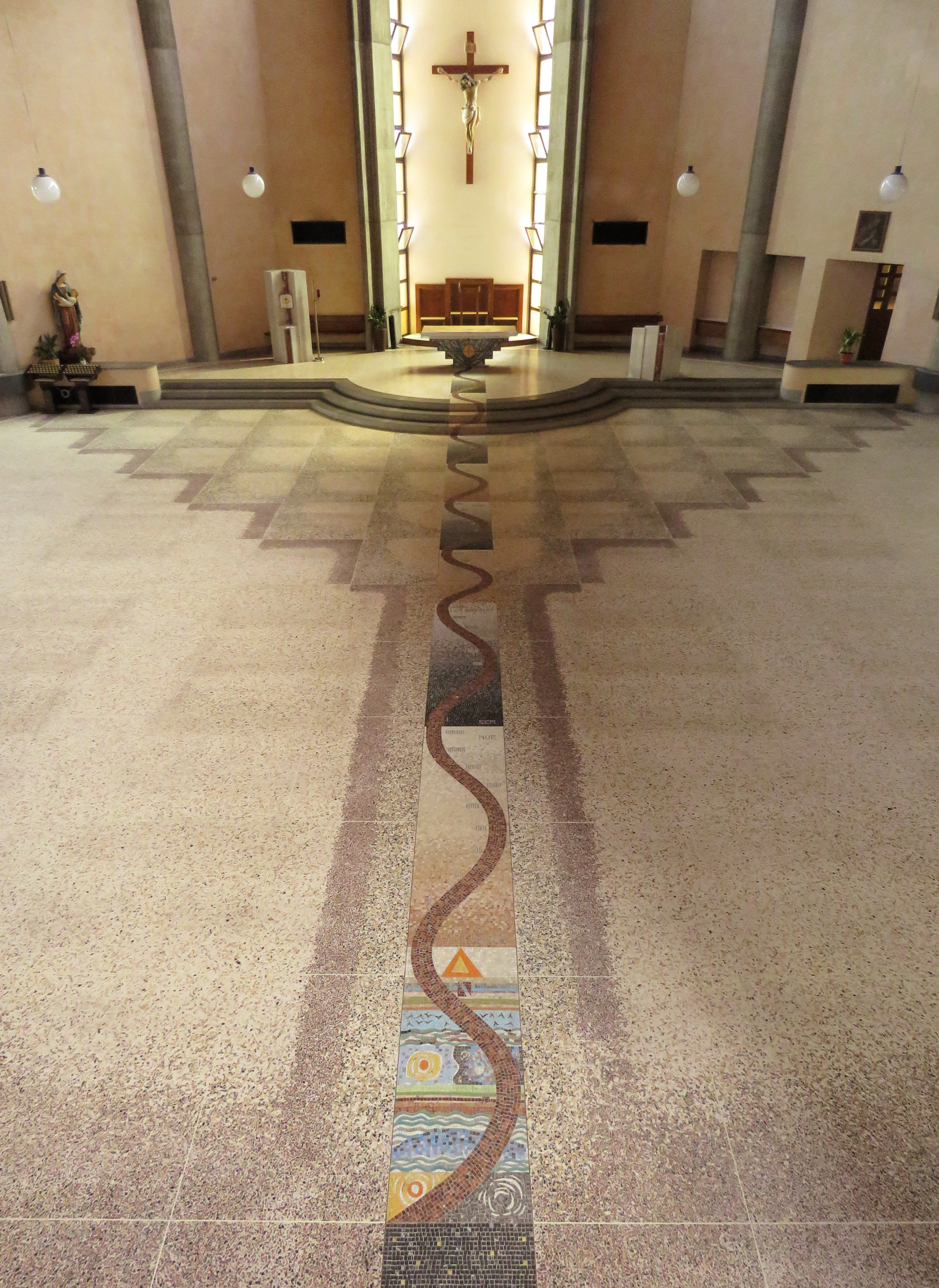
Pavimentazione della chiesa, rappresentante l'albero della vita (stilizzato) con la Storia della Salvezza dalle tenebre della Creazione (entrata) a Gesù (altare).

La pavimentazione sottolinea il percorso di collegamento tra ingresso ed altare. Il disegno, realizzato da Antonio Teruzzi,  rappresenta un albero stilizzato. Le fronde sono eseguite con la tecnica del seminato, il tronco invece è realizzato a mosaico con tesserine marmoree. L'"albero" è una figura densa di significati simbolici: rimanda a una vita che oltrepassa il tempo e lo spazio dell'uomo. L'albero ha il tronco sulla superficie della terra, le radici nel sottosuolo e, nel cielo, i rami. Questa immagine riprende simbolicamente il percorso temporale storico-salvifico dalla Creazione alla venuta del Cristo, con l'intento di rendere il tragitto ingresso-altare come un passaggio dalle tenebre alla Luce. Teruzzi si avvalse della collaborazione del dott. Luigi Beretta per la raccolta dei riferimenti biblici. Lungo il tronco dell'albero sono rappresentate le tappe o periodi della Storia della Salvezza. Ogni tappa o "giorno" della Storia è segnata da una "pietra".  Alla base dell'albero compare un tratto continuo, senza interruzioni, a tinte scure e disseminato da piccoli sprazzi luminosi (poche tesserine di mosaico d'oro). È il caos primordiale, anteriore alla Creazione quando «la terra era informe e deserta e le tenebre ricoprivano l'abisso» (tenebre e disordine: tessere nere), ma già «lo Spirito» (gli sprazzi di luce: le tessere chiare) «aleggiava sulle acque» (Gen. 1,29). La creazione è segnata da 7 pietre (numerate da 1 a 7 con semplici tesserine marmoree 1= I 2=II) una per ciascun giorno. Su ciascuna pietra è simboleggiata, con tecnica a smalto, l'opera di Dio in quel giorno secondo quanto scritto nella Genesi. Dopo la Creazione sono ricordate le 10 generazioni (da I a IIIIIIIIII) del ciclo che va da Adamo a Noè e le 10 generazioni da Noè ad Abramo. Ciascun gruppo è reso con sfumature di colore differenti delle tessere marmoree, sulle quali sono segnati in corrispondenza delle tappe più salienti i nomi dei personaggi da cui le generazioni prendono il nome. Così leggiamo i nomi di Adamo, Noè, Sem, Abramo, Isacco, Giacobbe, Giuda e poi Davide, Salomone ed infine Maria e Giuseppe. Le generazioni da Adamo a Gesù sono collegate lungo l'asse dell'albero da una curva sinusoidale continua, simile ad una spirale. Il mosaico è a tinte rossastre. Da Giacobbe cominciano ad allargarsi 12 rami a segnare i suoi 12 figli che, dopo di lui, diventano tutti, compresi i loro discendenti, eredi della promessa, di una terra, di un Messia.

### L'altare

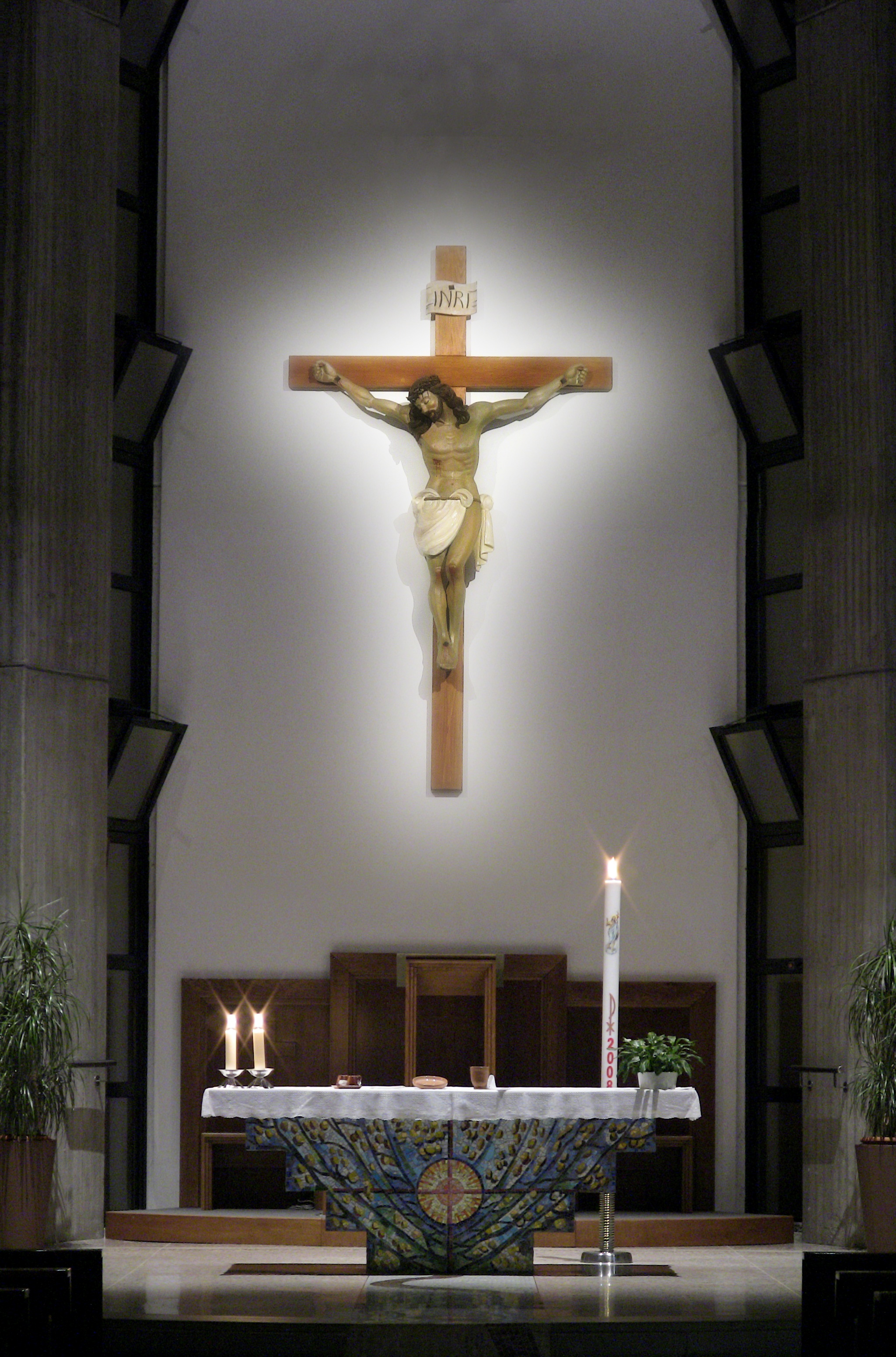
Altare e crocifisso di sera

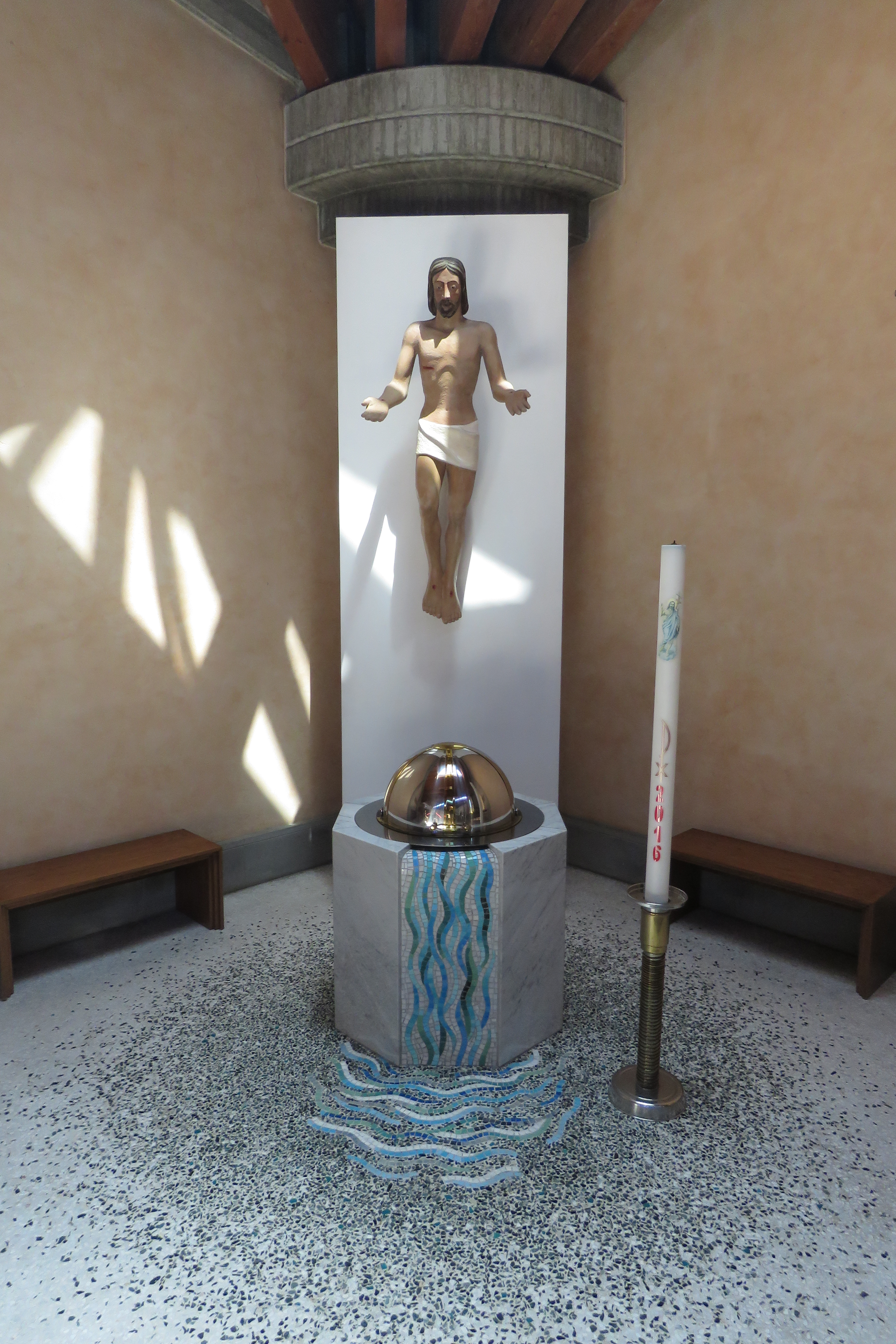
Battistero e statua del Risorto

È il baricentro della chiesa, visibile da qualunque punto dell'assemblea dei fedeli. Una luce zenitale ne sottolinea il ruolo. Per motivi urbanistici, non è rivolto a est, come vorrebbero i dettami dell'architettura sacra cristiana. Con l'altare, "pietra" che rappresenta il Cristo, la prospettiva del disegno della Storia della Salvezza, illustrato sul pavimento, passa dalla dimensione orizzontale a quella verticale. Sulla sua vista frontale è disegnato un albero a 12 rami: è quello nato dallo Spirito che, mandato dal Cristo, distribuisce ai dodici Apostoli (e attraverso di loro, a tutti gli uomini) l'eredità del cielo. Anche la vetrata sopra l'altare riprende la medesima simbologia dell'albero.

### Il tabernacolo e l'ambone
Entrambi sono situati nel presbiterio. Il tabernacolo è accolto all'interno di una struttura di marmo Bianco di Carrara e Rosso di Francia. Tre elementi uguali e distinti racchiudono la porticina del tabernacolo intimamente inserita. L'ambone, costruito con i medesimi marmi policromi, si apre verso l'assemblea dei fedeli come un grande libro dal quale si attinge la Parola di Dio .

### Il fonte battesimale
Il fonte battesimale, come la pavimentazione, è stato progettato dal pittore Antonio Teruzzi che così lo definisce: «la forma ottagonale simboleggia la risurrezione ed evoca la vita eterna». È posto sul lato sinistro della chiesa. I gradini discendenti che lo delimitano sono segno di penitenza (chi vuole essere battezzato deve scendere al fonte, come Gesù scese al fiume Giordano) mentre la risalita rappresenta la risurrezione. La luce zenitale che lo illumina ne risalta la funzione.

### Le acquasantiere
Situate ai lati dell'ingresso, le acquasantiere sono state progettate nel 2001 in armonia con gli altri arredi e spazi sacri. Hanno la forma ottagonale, già presente nel fonte battesimale, presa dalla tradizione classica. I materiali utilizzati sono: marmo Bianco di Carrara per il fusto e acciaio lucidato a specchio per la bacinella .

### L'apparato scultoreo
Il grande crocifisso al centro dell'abside è stato realizzato in legno di tiglio dallo scultore Caspani di Arosio e dipinto da Angela Martinelli .
La statua della Santa Vergine col Bambino è opera dello scultore Marco Corradini, di Molina di Fiemme, Val Gardena. Realizzata nel 1992 in legno di tiglio, è composta da ventotto pezzi con un'anima vuota al centro.
Lo stesso scultore, Marco Corradini, è l'autore delle stazioni della via Crucis. Inizialmente dipinta con colori tenui, è stata successivamente ridipinta con colori più vivaci.
La grande statua di Cristo risorto, posizionata sopra il fonte battesimale, era inizialmente non dipinta e situata al centro dell'abside, dove ora è posto del grande crocifisso.

### L'apparato pittorico

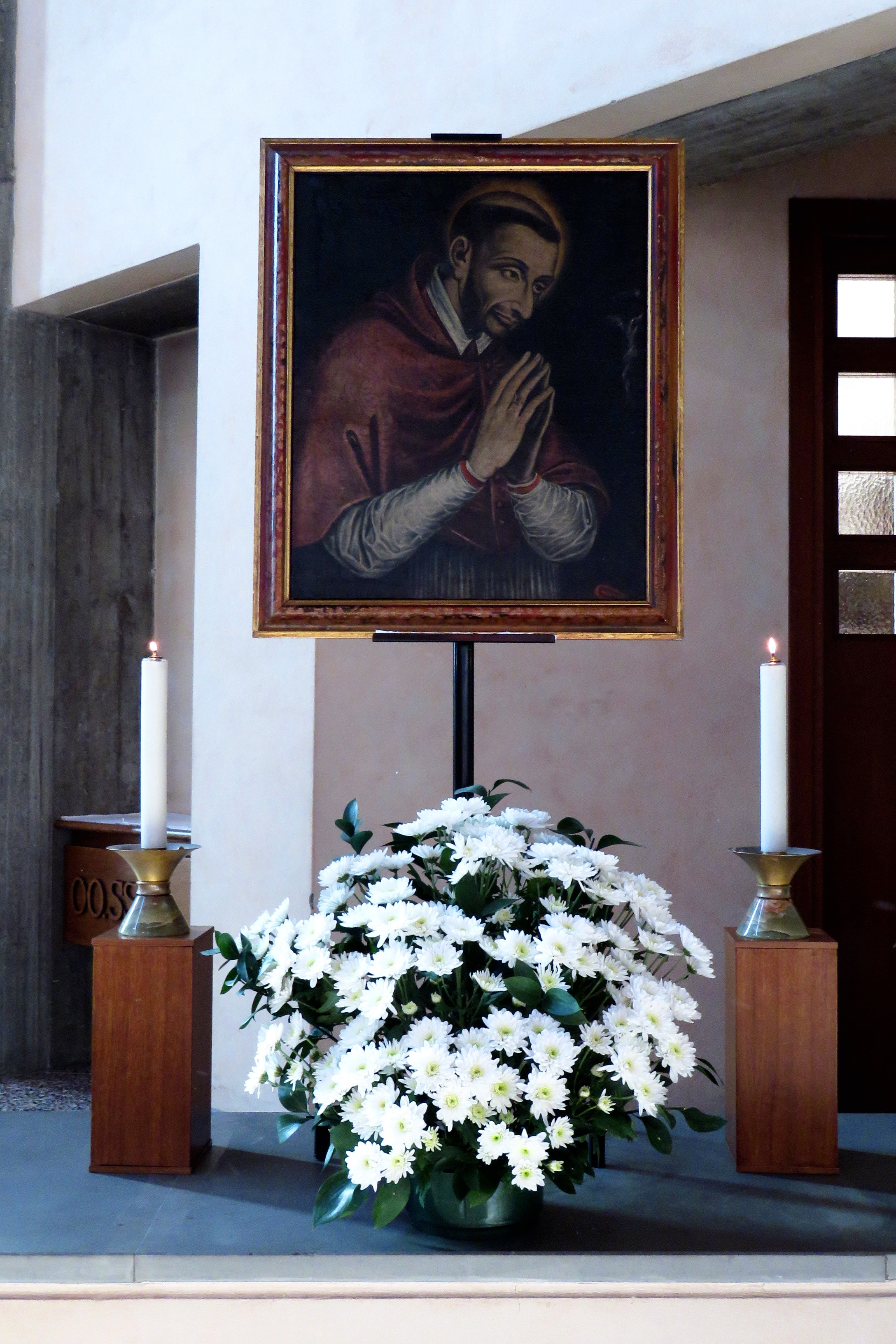
Quadro di San Carlo

#### San Carlo
Il quadro di san Carlo è databile approssimativamente tra la fine del XVIII e l'inizio XIX secolo. L'analisi dei quadri di san Carlo e del Sacro Cuore è stata condotta da Elena Sangalli. San Carlo è raffigurato a mezzo busto nelle tradizionali vesti di cardinale, in atteggiamento di preghiera davanti a un piccolo crocifisso. La rappresentazione delle mani, di scorcio verso il basso, suggerirebbe delle dimensioni maggiori dell'opera, soprattutto in senso verticale. Il disegno risulta bruscamente interrotto nel suo margine inferiore; nell'angolo destro si può infatti notare un accenno di panneggio rosso. Il taglio dell'immagine potrebbe derivare da danni irreparabili subiti dalla tela o da una specifica richiesta del committente del restauro. L'operazione di ridimensionamento della tela era una pratica comunemente utilizzata nel caso di cambio di destinazione. Il quadro è stato per lungo tempo nella casa parrocchiale di Rho prima di venire donato alla parrocchia di San Carlo.

#### Il Sacro Cuore

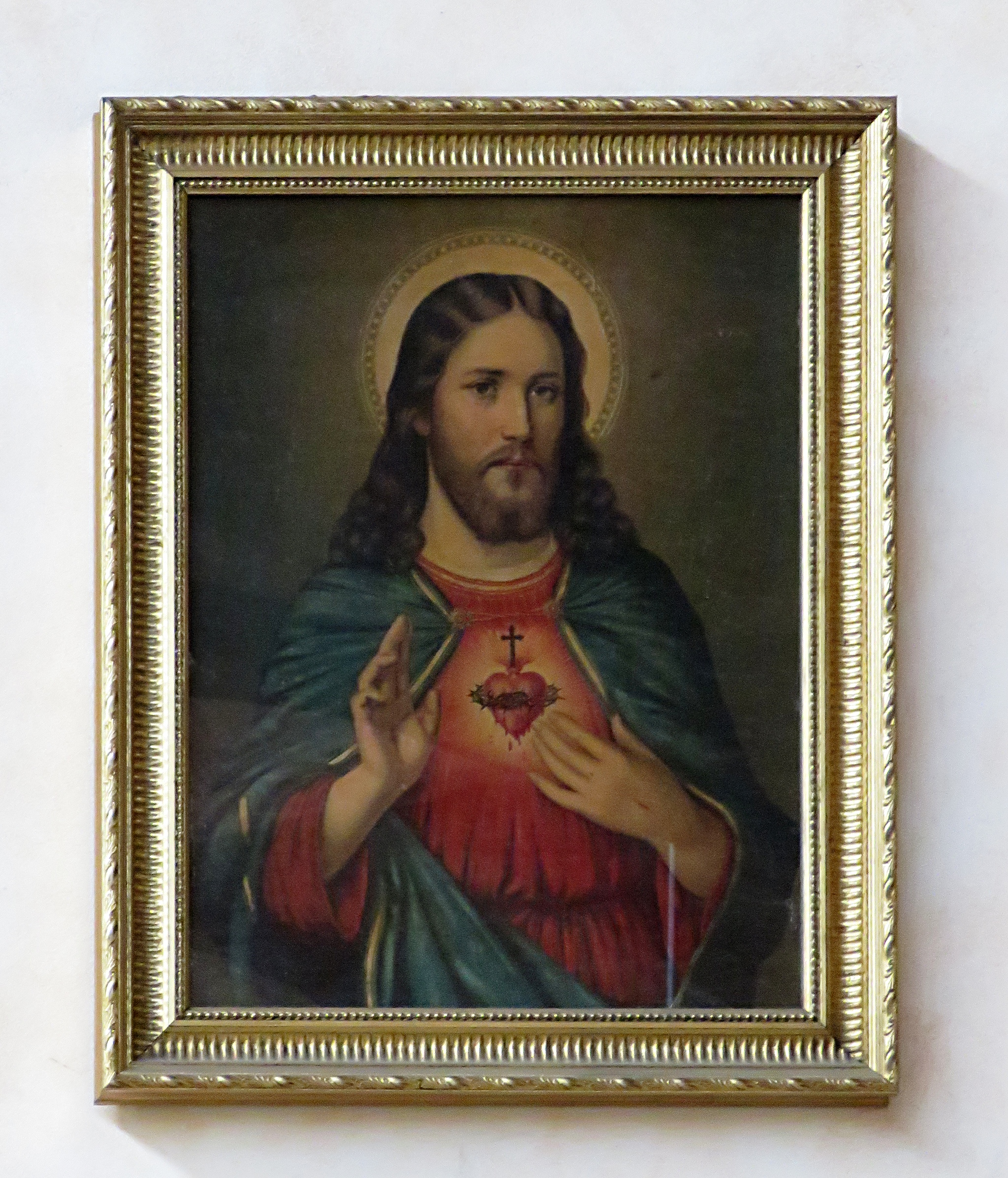
Quadro del Sacro Cuore di Gesù

Il quadro del Sacro Cuore è una stampa di 52x69 cm. Si presenta danneggiata in alcune parti, specialmente agli angoli dove è possibile notare degli strappi ricomposti. La superficie è stata protetta con un considerevole strato di vernice che con il tempo ha assunto una tonalità giallastra. La datazione dell’opera è collocabile tra il 1900 e il 1930. È stato donato alla parrocchia da un privato.

#### La Sacra Famiglia
Il quadro è stato eseguito dal pittore Egidio Romano Lombardi. Così il pittore descrive la sua opera: «è stata realizzata su una tavola in stucco lucida di 135x210 cm. con tecnica antica, rivisitata con l'utilizzo di pigmenti acrilici. Il dipinto raffigura una scena di tranquillità familiare, impostata sul lavoro del giovane Gesù».

#### San Cristoforo
Questo quadro fu donato alla Parrocchia San Carlo dagli abitanti della vicina Cascina San Cristoforo. Si trovava nella cappelletta, esistente fino al 1995, dedicata al santo, sorta alla fine del 1800 in luogo del precedente Oratorio di San Cristoforo .

### Il campanile

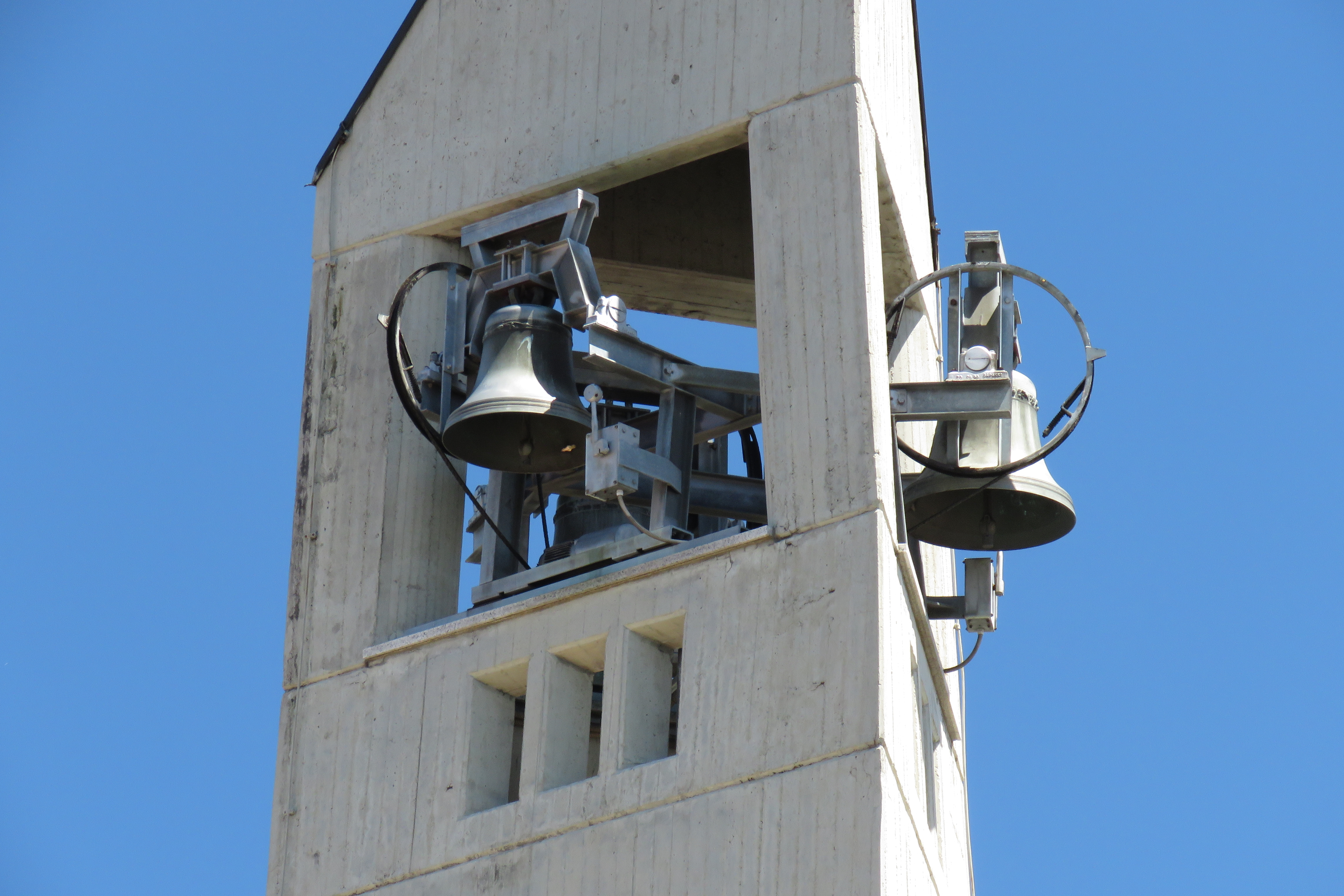
Le campane sulla torre campanaria

La torre campanaria ha un concerto di tre campane, opera della ditta Capanni. Quella che intona la nota musicale "la" è la più grande, pesa 340 kg ed ha come fregio l'immagine della Madonna. Le altre due intonano il "si" e il "re bemolle", pesano 230 e 162 kg e sono decorate rispettivamente dalle figure dei Santi Carlo ed Ambrogio. Furono benedette da don Franco Perlatti il 2 ottobre 1994.

## La cappella feriale o iemale (invernale)

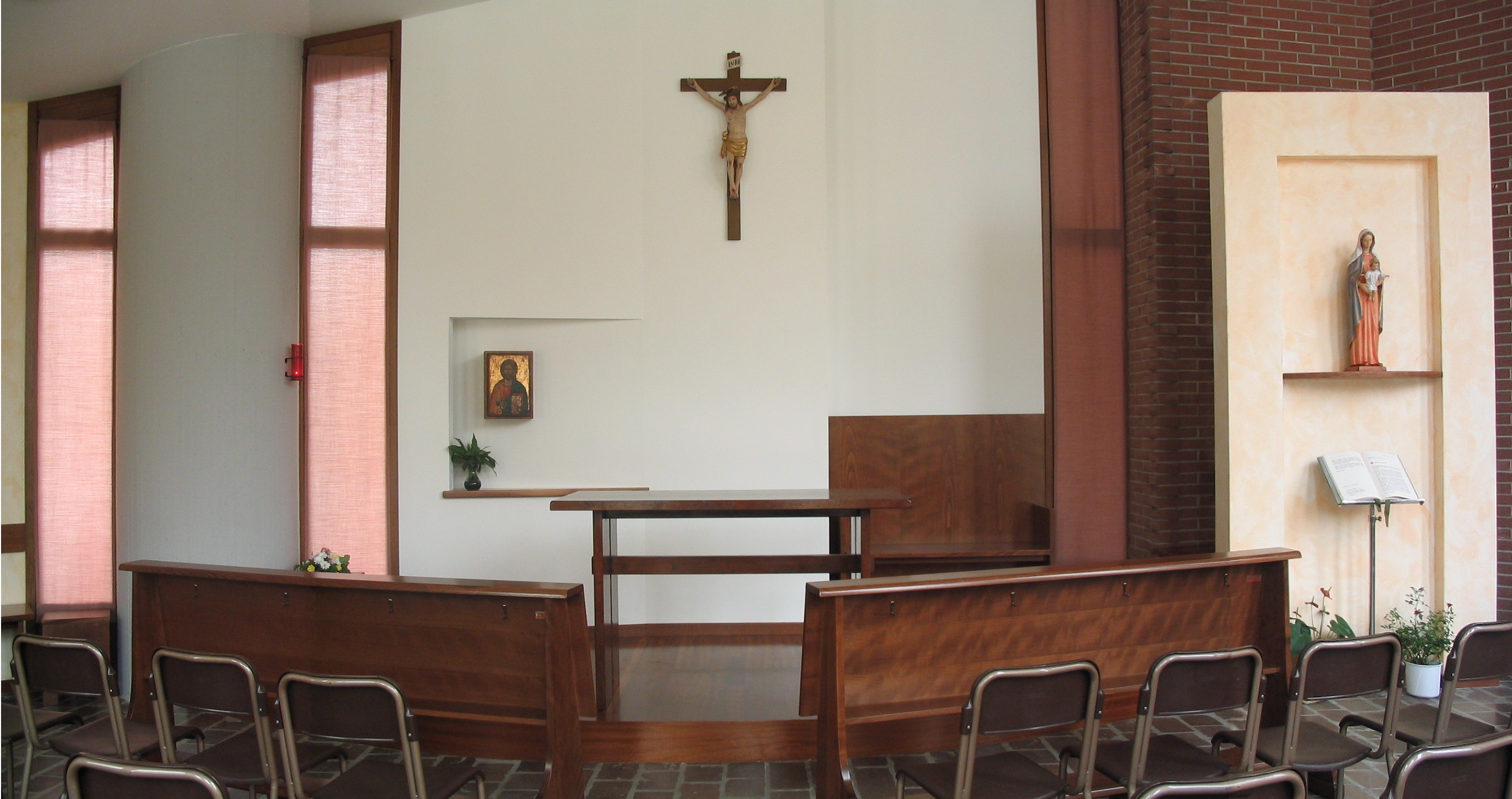
Interno della cappella iemale. La statua della Madonna e l'icona sulla porta del tabernacolo sono quelle originali.

La cappella è stata inaugurata il 4 novembre 2004, giorno della festa di San Carlo, anche se per esigenze liturgiche era già utilizzata dall'inizio del 2004. Vi si può accedere da un ingresso indipendente sul lato destro del sagrato, oppure tramite una porta di comunicazione interna alla chiesa grande. È stata realizzata per avere un ambiente più raccolto e adatto alle celebrazioni nei giorni feriali. Può contenere al massimo 60 persone. La disposizione è in senso longitudinale: l'altare - costituito da un tavolo in legno che ricorda quello dell'Ultima Cena - è posto al centro, davanti alla parete curva che fa da fondo e sulla quale sono poste le finestre. Tutti gli arredi della cappella sono stati donati dai parrocchiani, a partire dal crocifisso che è stato sempre di proprietà degli abitanti della cascina Moia. Esso era collocato al termine di una scala comune che conduceva al ballatoio su cui si affacciavano le stanze da letto. Durante una visita ad un ammalato fu notato dall'allora parroco don Franco Perlatti, il quale si stupì della sua bellezza e preziosità. Così gli abitanti della cascina decisero di donare il crocifisso a don Franco e di sostituirlo con uno di minor valore. Don Franco si ricordò di questo dono quando si iniziò a celebrare la messa nel locale preso in affitto in Piazza Togliatti e lo restituì alla comunità.
Sulla porta del tabernacolo vi è un'icona che rappresenta il Cristo, dipinta con colori naturali (a base di uova e impasti speciali) da un artista di Kalambaka (Meteore, Grecia).
La statua lignea della Madonna che ci dona Gesù è stata realizzata in Garfagnana.
Sia l'icona del tabernacolo che la statua della Madonna sono state trafugate nel 2005, e successivamente sostituite con opere d'arte simili.